# Joe McGhee
Joe McGhee (eigentlich Joseph McGhee; * 9. Juli 1929 in Camelon, Schottland; † 17. April 2015 in Edinburgh) war ein britischer Marathonläufer.
Beim Polytechnic Marathon 1952 kam er auf den 16. Platz. Im Jahr darauf wurde er Dritter bei den Schottischen Meisterschaften und Sechster bei den Offenen Walisischen Meisterschaften.
1954 wurde er in 2:35:22 h Schottischer Meister. Für Schottland startend siegte er bei den British Empire and Commonwealth Games in Vancouver in 2:39:36 h; jedoch wurde sein Triumph überschattet vom Drama um den Favoriten Jim Peters, der 200 m vor dem Ziel dehydratisiert zusammenbrach, nachdem er einen Vorsprung von 17 Minuten herausgelaufen hatte.
1955 verteidigte McGhee mit dem schottischen Rekord von 2:25:50 h seinen Meistertitel. Auch 1956 wurde er Schottischer Meister.
Joe McGhee war Absolvent der University of Glasgow und arbeitete danach als Englischlehrer und Fliegerleutnant bei der Royal Air Force.